# Trisha Yearwood
Trisha Yearwood, vero nome Patricia Lynn Yearwood (Monticello, 19 settembre 1964), è una cantautrice, scrittrice e personaggio televisivo statunitense.

## Biografia
Nata in Georgia, ha sviluppato il suo talento musicale a Nashville, dove era una studentessa alla Belmont University. Il suo primo singolo ad arrivare al primo posto delle classifiche fu She's in Love with the Boy (realizzato nel 1991).
Ottiene ampio successo nel corso degli anni 90, pubblicando 11 album in studio e numerosi singoli di successo e raggiungendo le posizioni più alte delle classifiche country statunitensi, vendendo oltre 15 milioni di copie nel paese. Il suo più grande successo internazionale è stato il brano How Do I Live per la colonna sonora del film Con Air nel 1997.
È stata riconosciuta con tre Grammy Award, tre Academy of Country Music Award, e tre CMA Awards. Ha collaborato con numerosi artisti tra cui Garth Brooks, Reba McEntire, Kelly Clarkson, Don Henley, Chris Isaak e Josh Turner.
Il suo albumJasper County, realizzato nel 2005, è un ritorno marcato alla musica country dopo i precedenti album.  La Yearwood ha vinto tre Grammy Award tra le diverse nomination. Ha anche vinto i premi dalla Country Music Association e Academy of Country Music per Best Female Performer (CMA: 1997, 1998; ACM: 1997).
Yearwood ha trascorso diversi anni di pausa dalla propria carriera musicale per concentrarsi su altri progetti. Ha pubblicato tre libri di cucina di successo, che sono apparsi sulla lista dei best seller del The New York Times. Dal 2012, ha iniziato una serie televisiva culinaria sul Food Network chiamata Trisha's Southern Kitchen, che in seguito ha vinto un Emmy Award.
L'artista è inoltre membro del Grand Ole Opry dal 1999.

## Vita privata
Si sposò con il suo primo marito, Christopher Latham, nel 1987 ma i due divorziarono nel 1991. Trisha sposò poi Robert Reynolds, bassista per i The Mavericks il 21 maggio 1994 dal quale divorziò nel 1999. Il 25 maggio 2005, Garth Brooks (amico da molto tempo) fece una proposta di matrimonio alla Yearwood di fronte a 7.000 fan a Bakersfield, California. Il 10 dicembre 2005 si sposarono in una cerimonia privata nell'Oklahoma. Era il secondo matrimonio per Brooks ed il terzo per la Yearwood. Brooks ha avuto tre figlie (Taylor, August e Allie) dal suo primo matrimonio.

## Stile
Musicalmente, la Yearwood cita Linda Ronstadt come la sua più grande influenza, ed il suono e gli stili vocali della Ronstadt sono chiaramente apparenti nella musica di Yearwood. Altre influenze includono Emmylou Harris, Patsy Cline, ed Elvis Presley.  

## Discografia

### Album
- 1991 - Trisha Yearwood
- 1992 - Hearts in Armor
- 1993 - The Song Remembers When
- 1994 - The Sweetest Gift
- 1995 - Thinkin' About You
- 1996 - Everybody Knows
- 1998 - Where Your Road Leads
- 2000 - Real Live Woman
- 2001 - Inside Out
- 2005 - Jasper County
- 2007 - Heaven, Heartache and the Power of Love
- 2014 - PrizeFighter: Hit After Hit
- 2016 - Christmas Together
- 2018 - Let's Be Frank
- 2019 - Every Girl

### Singoli
- da Trisha Yearwood:
  - 1991 - She's in Love with the Boy
  - 1991 - Like We Never Had a Broken Heart
  - 1992 - That's What I Like About You
  - 1992 - The Woman Before Me
  - 1992 - Hearts in Armor
  - 1992 - Wrong Side of Memphis
  - 1993 - Walkaway Joe
  - 1993 - You Say You Will
  - 1993 - Down on My Knees
- da The Song Remembers When:
  - 1993 - The Song Remembers When
  - 1994 - Better Your Heart Than Mine
- da Thinkin' About you:
  - 1994 - XXX's and OOO's (An American Girl)
  - 1995 - Thinkin' About You
  - 1995 - You Can Sleep While I Drive
  - 1995 - I Wanna Go Too Far
  - 1996 - On a Bus to St. Cloud
- da The Sweetest Gift:
  - 1995 - It Wasn't His Child
  - 1999 - Reindeer Boogie
- da Everybody Knows:
  - 1996 - Believe Me Baby (I Lied)
  - 1997 - Everybody Knows
  - 1997 - I Need You
- da Songbook: A Collection of Hits:
  - 1997 - How Do I Live
  - 1997 - In Another's Eyes (con Garth Brooks)
  - 1998 - A Perfect Love
- da Where Your Road Leads:
  - 1998 - There Goes My Baby
  - 1998 - Where Your Road Leads (con Garth Brooks)
  - 1999 - Powerful Thing
  - 1999 - I'll Still Love You More
- dalla colonna sonora del film Stuart Little:
  - 2000 - You're Where I Belong
- da Real Live Woman:
  - 2000 - Where Are You Now
  - 2000 - Real Live Woman
- da Inside Out:
  - 2001 - I Would've Loved You Anyway
  - 2002 - Inside Out (con Don Henley)
  - 2002 - I Don't Paint Myself Into Corners
- da Jasper County:
  - 2005 - Georgia Rain
  - 2005 - Trying to Love You
  - 2006 - Love Will Always Win (con Garth Brooks, da Jasper County ristampa del febbraio 2006)